# Онищенко Олексій Михайлович
Олексі́й Миха́йлович Они́щенко — майор Збройних сил України, учасник російсько-української війни.

## З життєпису
Станом на квітень 2012 року — штурман військово-транспортного літака Іл-76МД. Виконував завдання спільної українсько-данської операції з перевезення пального на острові Гренландія «Північний сокіл — 2012».

## Нагороди
21 жовтня 2014 року — за особисту мужність і героїзм, виявлені у захисті державного суверенітету та територіальної цілісності України, вірність військовій присязі під час російсько-української війни, відзначений — нагороджений орденом «За мужність» III ступеня.